# Hochmoor Ringe
Das Hochmoor Ringe ist ein Naturschutzgebiet in der niedersächsischen Gemeinde Ringe in der Samtgemeinde Emlichheim im Landkreis Grafschaft Bentheim.
Das Naturschutzgebiet mit dem Kennzeichen NSG WE 135 ist 145 Hektar groß. Es steht seit dem 17. Januar 1998 unter Naturschutz. Es ersetzt das ursprünglich zum 19. März 1983 unter Schutz gestellte, knapp 110 Hektar große, gleichnamige Naturschutzgebiet. Zuständige untere Naturschutzbehörde ist der Landkreis Grafschaft Bentheim.
Das Naturschutzgebiet liegt nordöstlich von Hoogstede und südwestlich von Twist am Südwestrand des ehemals ausgedehnten Bourtanger Moores. Im Osten grenzt es direkt an den Internationalen Naturpark Bourtanger Moor-Bargerveen.
Das Schutzgebiet bewahrt einen Hochmoorrest, das durch Entwässerung und extensive landwirtschaftliche Nutzung verändert ist. Nur Teile wurden abgetorft. Eine etwa 30 Hektar große Fläche des Naturschutzgebietes ist Anfang des 21. Jahrhunderts wiedervernässt worden. Hier kann sich das Moor regenerieren. Das Wiedervernässungsprojekt im Naturschutzgebiet wird durch den Tierpark Nordhorn in Zusammenarbeit mit anderen Naturschutzverbänden betreut.
Das Moorgebiet wird in erster Linie über den Alexisdorfer Graben zur Grenzaa entwässert. Weiter Bereiche des Schutzgebietes sind von Heide und Birken geprägt. Im Norden grenzt das Naturschutzgebiet an die Landesstraße 46.